# Congonhas

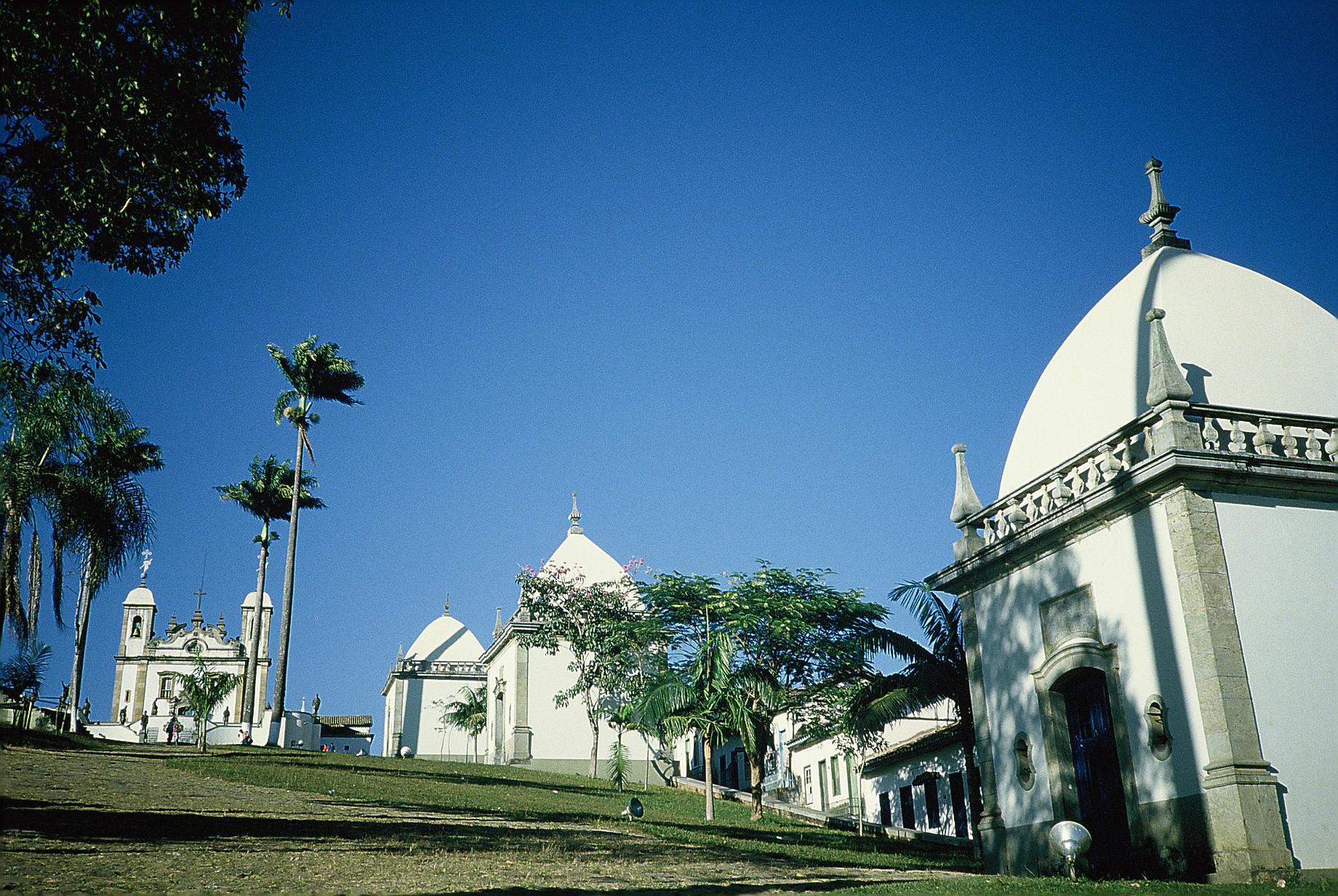
Capelles de Congonhas

Congonhas és un municipi brasiler de l'estat de Mines Gerais. S'hi troba el Santuari del Bom Jesus de Matosinhos, que l'any 1985 fou declarat Patrimoni de la Humanitat per la UNESCO.